# Hvalsø Kommune
| Strukturdaten     | Strukturdaten |
| ----------------- | ------------- |
| Fläche            | 72,02 km²     |
| Einwohner         | 7.843 (2006)  |
| Kommune seit 2007 | Lejre Kommune |

Hvalsø Kommune war bis Dezember 2006 eine dänische Kommune im damaligen Roskilde Amt auf der Insel Seeland. Seit Januar 2007 ist sie zusammen mit der “alten” Lejre Kommune und der Bramsnæs Kommune Teil der neuen Lejre Kommune.
Hvalsø Kommune entstand im Zuge der Verwaltungsreform von 1970 und umfasste folgende Sogn:
- Hvalsø Sogn
- Kisserup Sogn
- Såby Sogn
- Særløse Sogn